# Gültan Kışanak
Gültan Kışanak, née le 15 juin 1961 à Elâzığ, est une personnalité politique et une journaliste turque. Elle est députée de Diyarbakır depuis 2007 et maire de la métropole de Diyarbakır de 2014 jusqu'à sa destitution en 2016. Accusée d'avoir participé à une manifestation en juillet 2015, elle est emprisonnée depuis octobre 2016.

## Biographie
Gültan Kışanak a été arrêtée en 1980, après le coup d’État militaire du 12 septembre. Elle passe deux ans dans la prison numéro 5 de Diyarbakir où elle est torturée, comme des centaines d’autres détenus. 
Journaliste et enseignante, mère d'un enfant, elle rejoint en 1991 le journal Güneş avant de collaborer à différents quotidiens et magazines de gauche proches du mouvement kurde. Elle s’implique par ailleurs dans les mouvements des femmes, importants dans la région, et travaille un temps comme consultante pour la municipalité de Diyarbakir.
En 2014, elle est élue maire de Diyarbakir avec 55 % des voix.
Le 30 octobre 2016, dans le contexte de la répression anti-kurde suivant la tentative de coup d'État, elle est mise en examen et mise en détention provisoire pour « appartenance à une organisation terroriste armée » et « soutien logistique à une organisation terroriste armée » avec l'autre maire de Diyarbakır Fırat Anlı (tr) et l'ancienne députée Ayla Akat Ata (en). Elle est accusée d'avoir participé le 20 juillet 2015 à Suruç à un rassemblement en soutien à ville syrienne de Kobané, alors assiégée par l'organisation terroriste Daech. Le rassemblement a été touché par un attentat, tuant 34 personne et en blessant 104. En septembre 2016, 24 maires de provinces kurdophones accusés d’être liés au Parti des travailleurs du Kurdistan ont été suspendus et remplacés par des administrateurs nommés par le gouvernement.
La période maximale de détention de Gültan Kisanak a expiré fin 2023 mais le système judiciaire a refusé de la relâcher, contrairement à ce que prévoit la loi turque.
Son nom a été annoncé comme tête de liste pour la mairie d’Ankara par le parti prokurde DEM (ancien HDP, Parti démocratique des peuples). Sa candidature est symbolique et vise à rappeler le sort des prisonniers politiques en Turquie.